# Biografielijst Tw

## Twa

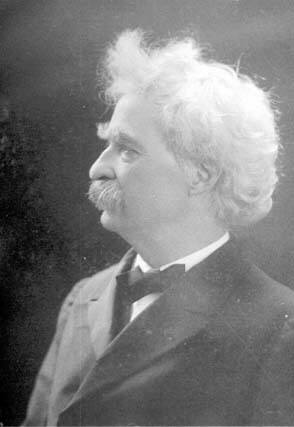
Mark Twain

- Merlijn Twaalfhoven (1976), Nederlands componist en organisator van muziekevenementen
- John Henry Twachtman (1853-1902), Amerikaans kunstschilder
- Faustin Twagiramungu (1945), Rwandees Hutu-politicus
- Mark Twain, pseudoniem van Samuel Langhorne Clemens, (1835-1910), Amerikaans schrijver en humorist
- Shania Twain, pseudoniem van Eilleen Regina Edwards, (1965), Canadees popzangeres
- Fouad Twal (1940), Jordaans katholiek geestelijke
- Kazimierz Twardowski (1866-1938), Pools filosoof en logicus
- Richard (Dick) Twardzik (1931-1955), Amerikaans jazzpianist
- Faustin Twagiramungu (1945-2023), Rwandees politicus
- Taleb Twatiha (1992), Israëlisch voetballer

## Twe
- Mariëlle Tweebeeke (1971), Nederlands presentatrice
- Karen Tweed (1963), Brits muzikante
- Shannon Lee Tweed (1957), Canadees actrice en model
- William Magear (Boss) Tweed (1823-1878), Amerikaans politicus
- Jeff Tweedy (1967), Amerikaans zanger, gitarist en liedjesschrijver
- Henk Twelker, Nederlands voetballer
- Stephanie Twell (1989), Brits atlete
- Taylor Timothy Twellman (1980), Amerikaans voetballer
- Adriaan Pieter Twent van Raaphorst (1745-1816), Nederlands edelman en politicus
- René Twerenbold (1945), Zwitsers componist, muziekleraar, klarinettist, saxofonist en pianist

## Twi
- Agnes van Twickelo (ca. 1510-1551), Nederlands edelvrouw
- Herman I van Twickelo Engelbertszoon (voor 1347-voor 1417), Twents edelman en heer van Twickel
- Herman II van Twickelo (+na 1423), Twents edelman, drost van Twente (1392-1393, 1403-1415) en heer van Twickel
- Herman III van Twickelo (+1422), Twents edelman en heer van Twickel (1417-1422)
- Johan I van Twickelo (ca. 1409-1449), Twentse edelman, heer van Twickel en richter van Delden (1444-1448/49)
- Johan II van Twickelo (+1500), Twents edelman, heer van Twickel en drost van Twente (1494-1500)
- Johan III van Twickelo (+1539), Twentse edelman, heer van Twickel en drost van Twente (1500-1539)
- Judith van Twickelo (ca. 1510-1554), Twents edelvrouwe, erfvrouwe van Weldam
- Twiggy, pseudoniem van Leslie Hornby, (1949), Brits supermodel, actrice en zangeres
- Twiggy Ramirez, pseudoniem van Jeordie White, (1971), Amerikaans muzikant
- Andries Twijnstra (1922-2007), Nederlands ingenieur, organisatie-adviseur en hoogleraar
- Wouter van Twiller (1606-1654), Gouverneur van Nieuw-Nederland
- Henk van Twillert (1959), Nederlands baritonsaxofonist
- Aphex Twin, pseudoniem van Richard David James, (1971), Engels diskjockey en muziekproducent
- Twink, pseudoniem van John Charles Edward Alder, (1944), Brits singer-songwriter, drummer, en acteur
- Albertus Jacobus Duymaer van Twist (1775-1820) (1775-1820), Nederlands jurist
- Albertus Jacobus Duymaer van Twist (1775-1820) (1809-1887), Nederlands politicus en bestuurder
- Kees van Twist (1953), Nederlands journalist en museumdirecteur
- Wilhelmina Harmance Martine (Mien) Duymaer van Twist (1891-1967), Nederlands toneel- en filmactrice
- Conway Twitty (1933-1993), Amerikaans zanger

## Two
- John Two-Hawks, Amerikaans fluitist van Indiaanse (Lakota) komaf
- Carol Twombly (1959), Amerikaans kalligrafe en letterontwerpster
- Cy Twombly (1928), Amerikaans schilder, beeldhouwer en fotograaf
- Anne Twomey (1951), Amerikaans actrice

## Twy
- Cameron Twynham (1996), Brits autocoureur